# Eliseo Víctor Segura
Eliseo Víctor Segura (Yacanto, provincia de Córdoba, 21 de julio de 1870 - Ciudad de Buenos Aires, 14 de septiembre de 1946) fue un médico argentino, «uno de los grandes pioneros de la otorrinolaringología latinoamericana» y «el creador de la especialidad» en su país.

## Biografía
Eliseo Víctor Segura nació el 21 de julio de 1870 en Yacanto, provincia de Córdoba (Argentina), hijo de Agustín Segura Guiñazu Correas Olmos Aguilera (1843, ?) y de Josefa Castellano Moreno Barbosa Arias.
Ingresó en la Facultad de Medicina de la Universidad Nacional de Córdoba. Estudiante destacado, llegó a publicar un ensayo acerca del tratamiento de la difteria.
Se graduó en 1893 y se radicó en la ciudad de Buenos Aires, donde ingresó en el laboratorio central de la Asistencia Pública que dirigía Julio Méndez.
Designado médico interno y subdirector de la Casa de Aislamiento (actual Hospital Muñiz), trabajó con el doctor José María Penna y comenzó a especializarse en otorrinolaringología.
En 1895 fundó el servicio de otorrinolaringología en el Hospital Rawson. En 1899 fue designado profesor suplente y jefe de servicio del Hospital San Roque pero durante 1900 y 1901 viajó por París, Viena y Berlín, sedes de las mejores clínicas europeas en la especialidad.

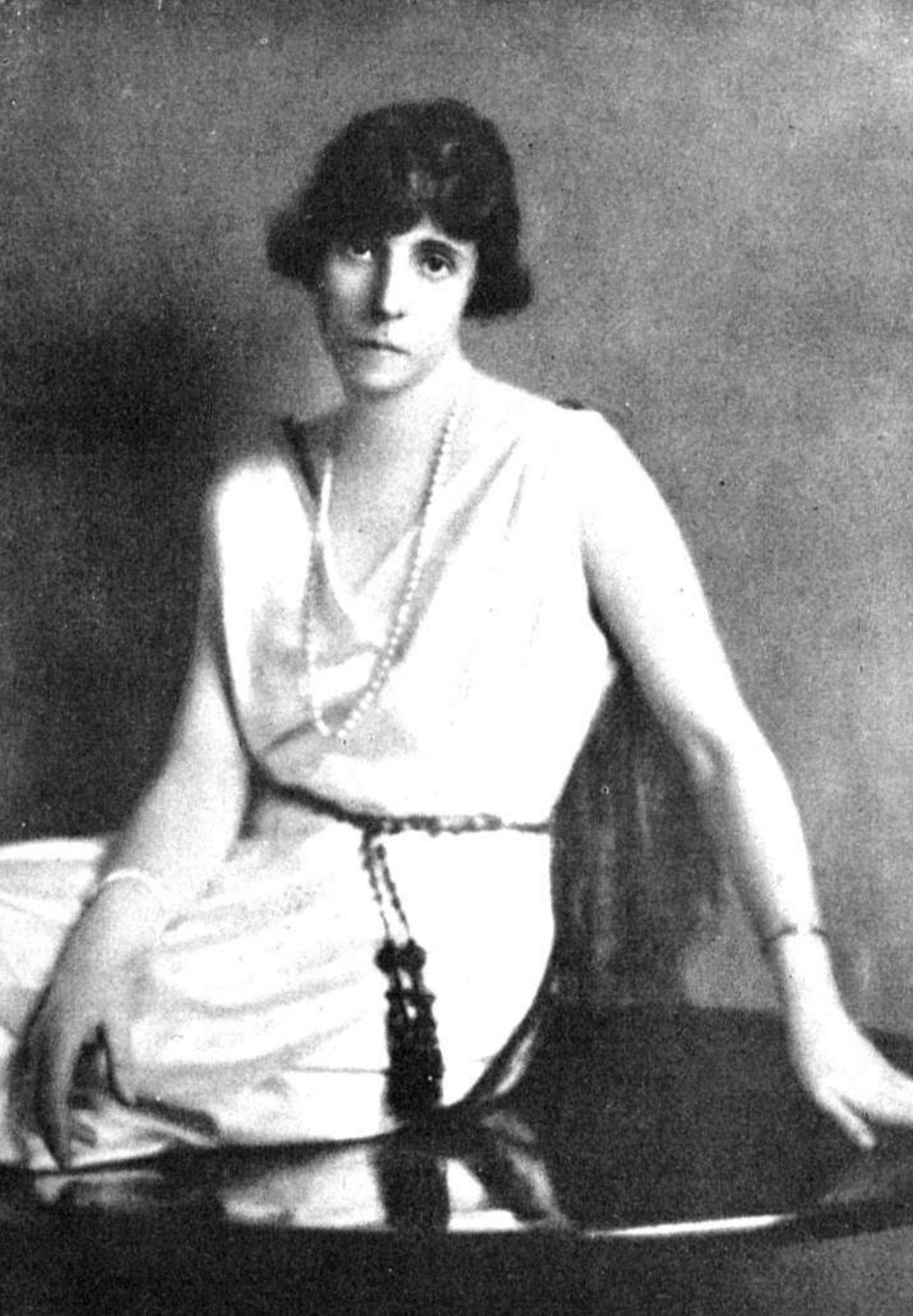
Josefina Ayerza, esposa de Eliseo V. Segura.

El 2 de octubre de 1902 casó con María del Carmen Josefina Ayerza Martínez (1883, ?) con quien tuvo numerosos hijos: Eliseo, Jorge, Iván, Carlos, Juan Bautista (1918, 1954), Ricardo Javier, Fernando Segura y Eduardo Segura Ayerza.
En 1901 y 1912 ocupó interinamente una cátedra en la Facultad de Medicina de la Universidad de Buenos Aires. Fue miembro fundador y primer presidente de la Sociedad Argentina de Otorrinolaringología.

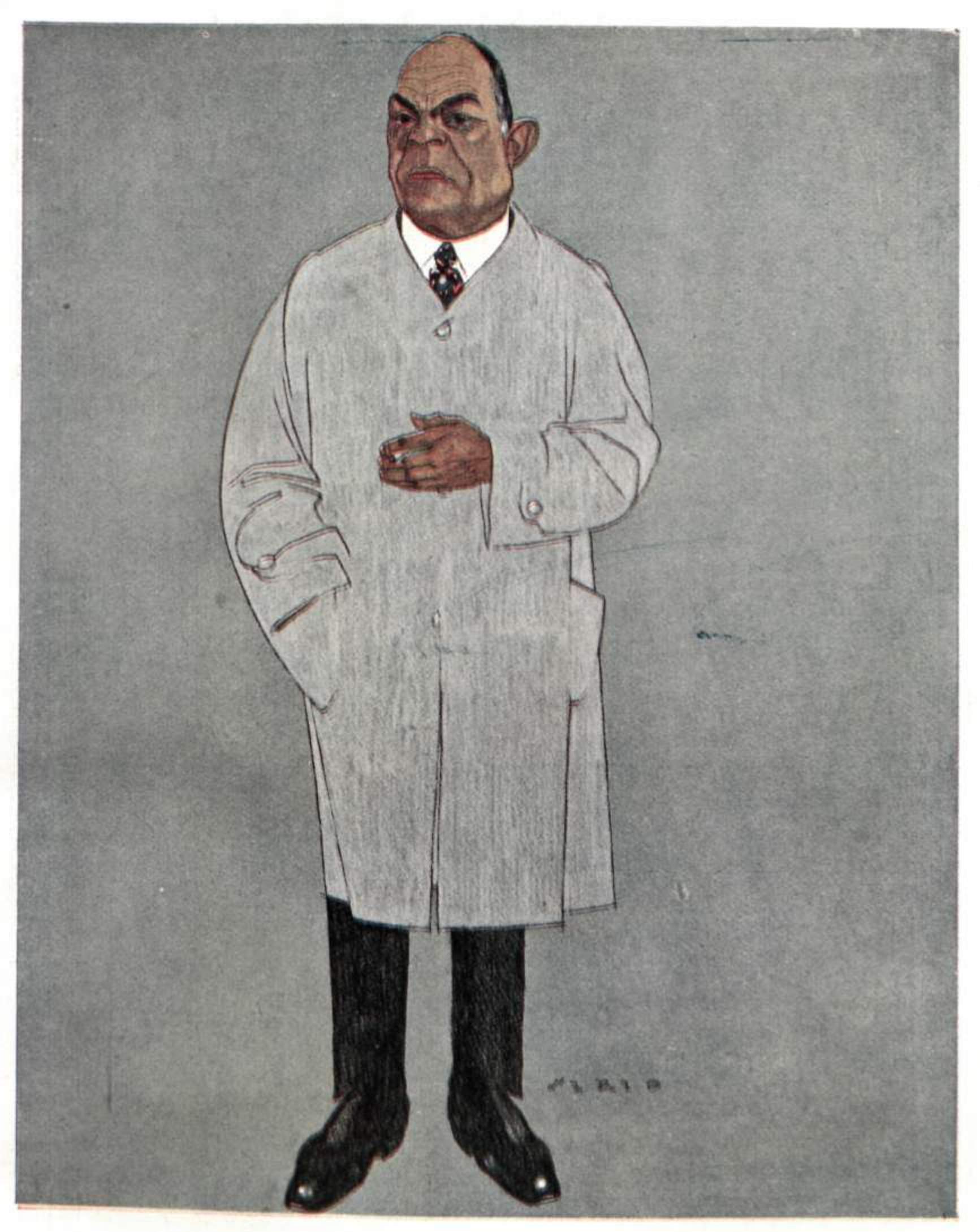
Retratado por Sirio en Caras y Caretas (1923)

En 1919 fue nombrado profesor titular en la Facultad de Medicina de la Universidad de Buenos Aires y creó el Instituto de Otorrinolaringología en el Hospital de Clínicas José de San Martín.
Ese mismo año fue elegido miembro de número de la Academia Nacional de Medicina (Argentina).
Fue presidente de la Asociación Médica Argentina entre los años 1922 y 1924. En 1923 viajó a Europa para asistir al homenaje a Louis Pasteur y al año siguiente se le encomendó en Europa el estudio de la sordera neurosensorial.
En 1942 y 1944 presidió la Academia Nacional de Medicina. Ese último año fue elegido relator oficial del Segundo Congreso Sudamericano de su especialidad.
Falleció en la ciudad de Buenos Aires en 1946.
Durante su larga carrera creó diversas técnicas quirúrgicas, entre ellas «el perfeccionamiento del abordaje de la hipófisis por vía endoseptal, desarrollando el instrumental necesario para ese fin».
Publicó numerosos ensayos y dejó entre sus discípulos a los que serían los mejores profesionales del país en la especialidad.